# 白櫛鱗鰨
白櫛鱗鰨為輻鰭魚綱鰈形目鰨亞目鰨科的其中一種，分布於西太平洋印尼蘇拉威西海域，棲息深度可達15公尺，體長可達2.9公分，棲息在沙底質底層水域，生活習性不明。